# Minecraft: The Story of Mojang
Minecraft: The Story of Mojang è un film documentario del 2012 diretto da Paul Owens, sulla storia di Minecraft.

## Trama
Il film racconta del primo anno di attività dell'azienda, nonché del successo del gioco e le sue applicazioni. Notch ha annunciato in un tweet una collaborazione con la Warner Bros. per un film ispirato a Minecraft, poco dopo che quest'ultimo ebbe raggiunto i 100 milioni di utenti registrati.

## Produzione
Per produrre il film sono stati necessari 210 000 dollari (circa 176 000 euro) raccolti sul sito Kickstarter.